# Problema lui Nash
Problema lui Nash reprezintă o formă simplificată în care se analizează modul în care funcționează ceea ce în teoria jocului se numește echilibru Nash.

## Condiții
În contextul unei teorii a jocurilor în care punctul de vedere dominant era acela că în problemele de negociere nu există o soluție determinată, nu se putea afirma despre soluția unei astfel de probleme decât că (presupunând că părțile sunt agenți raționali) nici una dintre părți nu va accepta o înțelegere care să îi ofere mai puțin decât ar fi obținut în absența înțelegerii și că părțile nu vor încheia o anumită înțelegere atâta timp cât este disponibilă o altă înțelegere prin care una dintre părți ar obține mai mult fără a diminua din cât obține cealaltă. Cu alte cuvinte, soluția se va afla pe curba de optimalitate Paretto1 , dar nu putem specifica punctul în care se va încheia înțelegerea, acesta depinzând de “psihologia jucătorilor”.

## Soluția Nash
Vom considera două persoane, R (Rich) și P (Poor), una foarte bogată și alta săracă, care trebuie să împartă suma de 100$2. Ei pot împărți această sumă în orice mod doresc, numai că trebuie să hotărască împreună cum vor face acest lucru. Dacă nu reușesc să ajungă la o înțelegere (prin negociere), atunci nici unul dintre ei nu va primi nimic din această sumă. Faptul că soluția trebuie să se afle pe curba de optimalitate Pareto (și nu în interiorul ei) reprezintă faptul că întreaga sumă va fi împărțită (nu se vor împărți doar 90$, sau o altă sumă mai mică decât 100$). De asemenea, soluția nu se poate afla în exteriorul frontierei Pareto, deoarece acest lucru ar însemna depășirea sumei de 100$, după cum se poate observa în grafic. Însă mai departe de atât nu putem merge în ceea ce privește modul de împărțire. Știm doar că soluția se află pe curba de optimalitate Paretto, și în interiorul acesteia. Pentru a putea spune mai multe despre soluția care se va obține, se introduce în discuție un aspect suplimentar: valoarea asociată de fiecare jucător în fiecare dintre soluțiile posibile. În acest fel se va putea identifica printr-un calcul matematic punctul în care cei doi vor cădea de acord. Acest punct reprezintă soluția Nash.

### Utilitatea medie
Vom considera unitatea de măsurare a utilității ca fiind utilitatea obținută în cazul în care jucătorul în cauză primește întreaga sumă, iar utilitatea medie, aceea asociată punctului3 în care jucătorul este indiferent între a primi cu siguranță suma din punctul respectiv sau o șansă egală de a primi totul sau nimic. Acest punct în care jucătorul este indiferent între a obține cu siguranță suma respectivă sau a risca să obțină totul sau nimic este punctul de interes. Sub acest punct jucătorul este dispus să riște în negociere.
În cazul celor doi care au de împărțit 100$, utilitatea medie se obține la o sumă diferită. Dacă pentru cel bogat, R, se obține, așa cum este de aștetat, la 50$, acest lucru însemnând că îi este indiferent între a obține cu siguranță 50$ și a avea o șansă egală de a obține 100$ sau 0¤ (a se renunța la înțelegere), pentru P nu se întâmplă la fel. Pentru P la suma de 15$ se atinge utilitatea medie, adică lui P îi este indiferent dacă obține sigur 15$ sau are o șansă egală de a primi 100 sau nimic. Punctul în care se vor înțelege va fi, conform acestui model, cel în care produsul utilităților celor doi este maxim, mai exact cel în care utilitatea medie este atât pentru R cât și pentru P de 0.7, adică R primește 70$ iar P primește 30$. Putem observa acest lucru dacă privim în tabelul de mai jos, în care este reprezentată variația utilității în funcție de sumă pentru fiecare jucător.
| Bogat (R) | Bogat (R) | Sarac (P) | Sarac (P) |
| Bani ($)  | Utilitate | Bani ($)  | Utilitate |
| 100       | 1,0       | 0         | 0,0       |
| 90        | 0,9       | 10        | 0,4       |
| 85        | 0,85      | 15        | 0,5       |
| 80        | 0,8       | 20        | 0,6       |
| 70        | 0,7       | 30        | 0,7       |
| 60        | 0,6       | 40        | 0,78      |
| 50        | 0,5       | 50        | 0,85      |
| 40        | 0,4       | 60        | 0,91      |
| 30        | 0,3       | 70        | 0,96      |
| 20        | 0,2       | 80        | 0,98      |
| 10        | 0,1       | 90        | 0,99      |
| 0         | 0,0       | 100       | 1,0       |

### Graficul soluției

Ilustrarea grafică a soluţiei Nash. Pe axa orizontală este reprezentată utilitatea lui P pentru fiecare sumă de bani, iar pe cea verticală utilitatea lui R pentru fiecare sumă. Linia curbă reprezintă frontiera Paretto. Maximul de utilitate se obţine în punctul în care utilitatea fiecăruia este de 0.7 (punctul 70, 30 în bani, în favoarea lui R). Mai mult chiar, punctul de maxim efectiv se obţine la 73/27 în favoarea lui R, consideră soluţia oferită de Nash.

Privind pe grafic, se observă că punctul de pe curba Paretto în care cei doi cad la înțelegere este punctul din care poate fi desenat dreptunghiul cu aria cea mai mare, având ca vârfuri originea sistemului, respectivul punct Paretto și intersecția dintre paralele duse la fiecare dintre axe și axa opusă.  De fapt acesta se obține la o împărțire de 73/27 în favoarea bogatului.

## Negocierea în problema lui Nash
Soluția Nash arată că în acest joc al negocierii are de câștigat cel care asociază o valoare medie unei sume cât mai mari, deoarece el are o capacitate de amenințare mai mare (din moment ce jucătorul celălalt asociază aceleiași sume o utilitate mai mare, are mai mult de pierdut). Acestă soluție se bazează pe probabilitatea ca într-un proces de negocieri repetate, indiferent de la ce sumă din interiorul intervalului (0, 100), exceptând valorile extreme, se începe negocierea, jucătorul care are mai mult de pierdut (în utilitate, nu în bani) din rezistență (neacceptarea ofertei aflate în discuție) va fi cea care va face o ofertă mai favorabilă pentru celălalt jucător. Cu alte cuvinte P este mai deschis negocierii și este dispus să facă oferte mai avantajoase pentru R, în timp ce R nu se află în această situație. Deoarece el asociază o utilitate mai mică pentru o sumă mică de bani, el este dispus să riște mai mult și are de câștigat din negociere. În schimb P, săracul, asociază o valoare mai mare sumelor mici și din acest motiv se teme să riște pierderea acestora pentru un câștig mai mare.